# Gierenstele

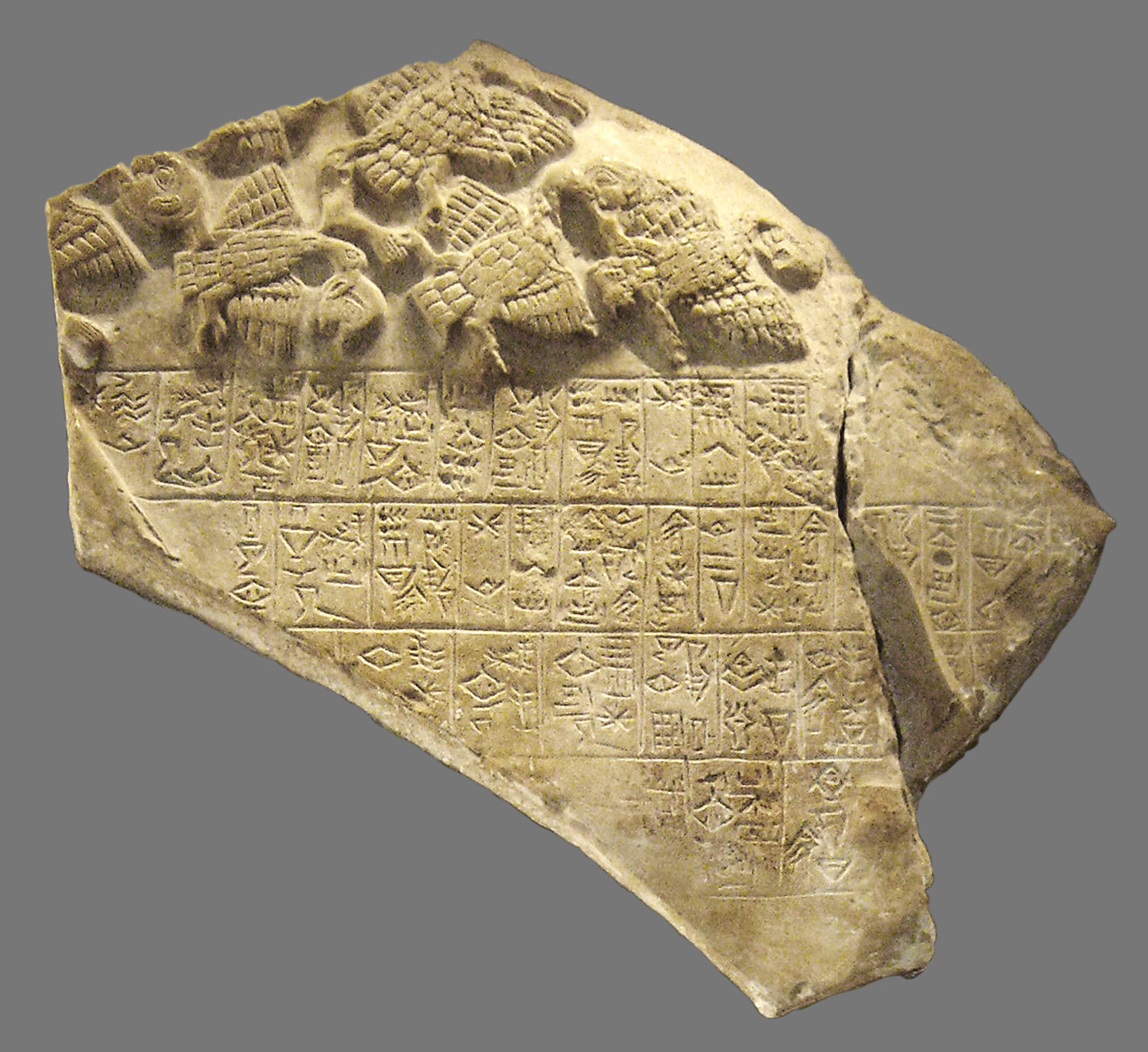
Stele van de gieren: De stele is genoemd naar de gieren bovenin.

De Gierenstele is een stele over de Sumerische koning Eannatum van Lagash, en stamt uit de 25e eeuw voor Christus. De stele beschrijft het conflict tussen de stadstaten Umma en Lagash met de overwinning van Eannatum, en het verdrag betreffende de gemeenschappelijke grens. De stele wordt ook wel "stele van de gieren" of internationaal de "Stele of the Vultures" genoemd, en wordt wel beschouwd als het allereerste historische monument. De sculptuur bevindt zich in het Louvre.

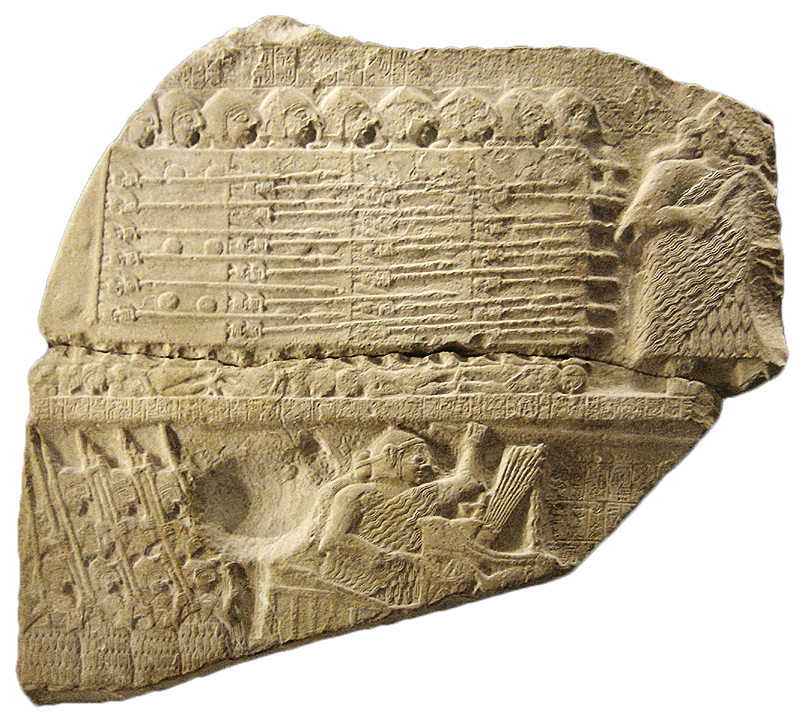
Ander detail

Mesopotamië van circa 2900 tot 2350 voor Christus was verdeeld in onafhankelijke stadstaten, en dit waren er ongeveer 12 in elke van de twee regio's Noord Mesopotamië ook wel Akkad genoemd, en Zuid Mesopotamië ofwel Sumer.
Eannatum van Lagash was vorst van de stadstaat Lagash in Sumer. Zijn regering begon met een periode waarin hij zich toelegde op het herstel van de schade door onder zijn vader en voorganger Akurgal was aangericht door een aanval van aartsrivaal Umma. Enannatum was daar echter niet tevreden mee. Er volgden expedities tegen Elam in het oosten, Uruk en Ur in het westen en tegen artsrivaal Umma in het noorden. Hij schijnt in deze conflicten succesvol geweest te zijn en zo werd Lagash een stad in opkomst.
Eannatum bevrijdde de Guedina, de vruchtbare streek die al van voor de tijd van zijn grootvader bezet was door de mannen van Umma. Hij dwong Enakalle van Umma tot het aanvaarden van een nieuw verdrag, richtte de oude stele van Mesilim van Kish weer op die ooit het gebied aan Lagash had toegewezen en zette er een aantal steles van hemzelf bij, daaronder de beroemde stele van de gieren.